# イオアニス・タモウリディス
イオアニス・タモウリディス（ギリシア語: Γιάννης Ταμουρίδης, ラテン文字転写例：Ioannis Tamouridis, YánnisTamourídis, Giannis Tamouridis, 1980年6月3日 - ）は、ギリシャ、テサロニキ出身の自転車競技選手。

## 来歴

### 1990年代
1997年
- ギリシャ選手権・ジュニア部門
  - 個人追抜、ポイントレース、マウンテンバイク・クロスカントリー、個人タイムトライアル(ITT) 、ロードレース優勝

1998年
- ギリシャ選手権・ジュニア部門
  - 個人追抜、ITT、ロード 優勝
- バルカン選手権・ジュニア部門
  - 個人追抜、団体追抜、ポイントレース、ITT、ロード 優勝

1999年
- バルカン選手権・団体追抜 優勝（+ ヴァシレイオス・アナストポウロス、パナジオティス・レカス、エルピドフォロス・ポトウリディス）

### 2000年代
2000年
- ギリシャ選手権・ITT 優勝

2001年
- ギリシャ選手権・U23部門 ITT 優勝

2002年
- ギリシャ選手権・U23部門 ITT & ロード 優勝

2003年
- ギリシャ選手権・ITT 優勝

2005年
- ギリシャ選手権
  - ポイントレース、個人追抜、ITT 優勝
- 世界選手権・ポイントレース 2位
- ヴェニゼレイア 総合優勝

2006年
- ギリシャ選手権
  - ポイントレース、個人追抜、スクラッチ、ロード 優勝
- 世界選手権・スクラッチレース 3位

2007年
- ギリシャ選手権
  - ポイントレース、個人追抜、スクラッチ 優勝
- バルカン選手権
  - スクラッチ、ロード 優勝

2009年
- ギリシャ選手権
  - ITT、ロード 優勝
- UCIトラックワールドカップ2009-2010
  - カリ － ポイントレース 優勝

### 2010年代
2010年
- ツアー・オブ・ラコニア・レジオン 総合優勝
- ギリシャ選手権
  - ITT、ロード 優勝

2011年
- ギリシャ選手権
  - ITT、ロード、オムニアム、ポイントレース 優勝

2012年
- サクリファイス・レース 総合優勝
- ギリシャ選手権
  - ロード 優勝